# Plan van Guadalupe
Het Plan van Guadalupe was een proclamatie van Venustiano Carranza, gouverneur van Coahuila, tegen de omverwerping van en moord op Francisco I. Madero, president van Mexico. Het werd opgesteld op 23 maart 1913 en drie dagen later uitgeroepen in Carranza's haciënda.
In het plan beschuldigde Carranza Victoriano Huerta van verraad en moord, omdat deze zich tijdens de Decena trágica tegen Madero had gekeerd, hem om het leven had gebracht en zichzelf tot president had uitgeroepen. Carranza beschouwde dit als onwettig en riep op Huerta's regering omver te werpen. Om dit te bereiken werd het Constitutionalistische Leger opgericht.